# Acide azétidine-2-carboxylique
L'acide azétidine-2-carboxylique (Aze) est un acide α-aminé non protéinogène homologue de la proline (Pro), avec notamment une fonction amine secondaire mais un cycle à quatre atomes pour Aze contre cinq atomes pour Pro.
On sait depuis 1955 que l'acide azétidine-2-carboxylique est présent dans le rhizome et les feuilles fraîches de certaines plantes. Il est présent chez le muguet de mai et chez Polygonatum officinale, de la famille des Nolinoideae. On le trouve également dans de nombreuses plantes de la famille des fabacées ainsi qu'en petite quantité dans des racines telles que la betterave sucrière.
L'acide azétidine-2-carboxylique est naturellement incorporé dans les protéines à la place de la proline, ce qui altère la croissance de la végétation et empoisonne les prédateurs. Des études ont mis en évidence une grande variété d'effets toxiques et tératogènes de ce composé, notamment des malformations, chez un grand nombre d'animaux tels que les canards, les hamsters, les souris et les lapins.
Les données ne sont pas encore assez nombreuses pour établir la toxicité de ce composé pour l'homme, mais on a montré qu'il altère également le collagène, la kératine, l'hémoglobine et le repliement des protéines.